# Braziliaanse reuzenschildpad
De Braziliaanse reuzenschildpad (Chelonoidis denticulatus) is een schildpad uit de familie van de landschildpadden (Testudinidae).

## Naam
De Braziliaanse reuzenschildpad staat onder verschillende namen bekend, en wordt ook wel bosschildpad, woudschildpad, bronzen helmschildpad, geelspoor of hercules genoemd.
De soort werd beschreven door Carl Linnaeus in 1766. Oorspronkelijk werd de wetenschappelijke naam Testudo denticulata gebruikt. De soort werd eerder bij de geslachten Geochelone en Testudo ingedeeld. Tot in 2014 werd de naam Chelonoidis denticulata gebruikt, waardoor deze naam ook in recentere literatuur veel wordt gebruikt.

## Uiterlijke kenmerken
De carapax of rugschild wordt meestal niet langer dan 50 centimeter, met uitschieters tot meer dan 80 cm. Het is hiermee de grootste schildpad van het Zuid-Amerikaanse vasteland. De kop is opvallend groot, zwart of donkerbruin van kleur en kan niet worden teruggetrokken in het schild. De hoornplaten zijn ster-vormig maar hebben geen sterk reliëf zoals de diamantrugschildpad (Malaclemys terrapin). Jonge schildpadden hebben vaak gele strepen langs de binnenzijde van de schildplaat-randen, die na een aantal jaar beginnen te vervagen.
De Braziliaanse reuzenschildpad is te herkennen aan het verlengde achterste deel van het schild en is te onderscheiden van de klokschildpad (Testudo marginata) door de duidelijk bruinere basiskleur en de grotere lengte. Ook komen er geen ondersoorten voor waarbij de verlenging van het schild enigszins gekarteld is in plaats van rond, zoals bij de gewone helmschildpad.

## Verspreiding en habitat
De schildpad leeft in delen van Zuid-Amerika en leeft in de landen Bolivia, Brazilië, Colombia, Ecuador, Frans-Guyana, Guadeloupe, Guyana, Peru, Suriname, Trinidad en Venezuela.
De geprefereerde habitat bestaat uit vochtige zandgronden zoals bossen of heide, waar ondiepe holen gegraven worden om te rusten en te slapen. Het menu is grotendeels vegetarisch, maar er wordt ook wel ook wel aas gegeten. De Braziliaanse reuzenschildpad is zeldzaam en door het CITESverdrag beschermd.